# Thevaram
Thevaram è una suddivisione dell'India, classificata come town panchayat, di 14.501 abitanti, situata nel distretto di Theni, nello stato federato del Tamil Nadu. In base al numero di abitanti la città rientra nella classe IV (da 10.000 a 19.999 persone).

## Geografia fisica
La città è situata a 09° 54' 43 N e 77° 16' 03 E.

## Società

### Evoluzione demografica
Al censimento del 2001 la popolazione di Thevaram assommava a 14.501 persone, delle quali 7.223 maschi e 7.278 femmine. I bambini di età inferiore o uguale ai sei anni assommavano a 1.446, dei quali 772 maschi e 674 femmine. Infine, coloro che erano in grado di saper almeno leggere e scrivere erano 9.616, dei quali 5.334 maschi e 4.282 femmine.